# Josefa de los Dolores Peña y Lillo Barbosa
Suor Josefa de los Dolores Peña y Lillo Barbosa O.P. (Santiago del Cile, 12 marzo 1739 – Santiago del Cile, 12 agosto 1823) è stata una religiosa e scrittrice cilena.

## Biografia
Autodidatta, coltivò il genere epistolare e talvolta la poesia. Entrò nella vita religiosa nel 1751 contro il volere dei genitori e iniziò la sua produzione letteraria nel 1763. Oggi è considerata tra le migliori fonti per lo studio della lingua spagnola parlata nel periodo coloniale cileno.
| Controllo di autorità | VIAF (EN) 72613772 · ISNI (EN) 0000 0000 5959 9936 · CERL cnp01153137 · LCCN (EN) no2008109174 · GND (DE) 135583691 · BNF (FR) cb16029877c (data) |